# Lentetepelkogeltje
Het lentetepelkogeltje (Rosellinia aquila) is schimmel behorend tot de familie Xylariaceae. Het leeft saprotroof op dode takken van verschillende loofbomen. Het is het meest gemeld van esdoorn (Acer). Het komt voor in loofbossen en parken en perithecia komen vooral voor februari tot mei.

## Kenmerken
De stromata (vruchtlichamen) zijn rond of halfrond, bruin tot zwart van kleur. Ze zijn 0,9-1,2 mm hoog en 0,9-1,3 mm in diameter. Het oppervlak is glad en hard en bovenop een tepelvormig papil. Subiculum bruin tot paarsbruin, wollig, aanhoudend in ieder geval aan de basis van volwassen stromata, lang aan de zijwanden gehecht, meestal opvallend tussen de stromata. 
De asci zijn cilindrisch. Apicaal aanhangsel is min of meer urnvormig, amyloïde 4,8-6,8 µm hoog en 4-5,5 µm breed. De ascosporen zijn ellipsoïde-ongelijkzijdig met breed tot smal afgeronde uiteinden, donkerbruin, met een rechte kiemspleet over de hele sporelengte. De sporenmaat is (15-) 18-22 × 6-8 µm, alleen slijmkapjes aan de spore-uiteinden.

## Verspreiding
Rosellinia aquila komt in Nederland algemeen voor. Het staat niet op de rode lijst en is niet bedreigd.